# Administration régionale Kativik
Pour les articles homonymes, voir ARK.
 (octobre 2013).
Si vous disposez d'ouvrages ou d'articles de référence ou si vous connaissez des sites web de qualité traitant du thème abordé ici, merci de compléter l'article en donnant les références utiles à sa vérifiabilité et en les liant à la section « Notes et références ».
Le Kativik (en inuktitut : ᑲᑎᕕᒃ), officiellement Administration régionale Kativik (ARK), est un gouvernement local et une municipalité régionale de comté géographique qui couvre entièrement le Nunavik, au Québec (Canada). Il englobe toute la portion au nord du 55e parallèle à l’exception des terres cries de Whapmagoostui.
Kativik est un toponyme d'origine inuite signifiant « endroit où l'on va pour se rassembler », de kati : « aller se rassembler », et vik : « endroit ».
Créée en 1978, suivant l'adoption de la Loi sur les villages nordiques et l'Administration régionale Kativik, et la signature de la Convention de la Baie-James et du Nord québécois, l'Administration régionale Kativik représente tous les habitants de la région, inuits. L'ARK est financée par le gouvernement du Québec (50 %) et le gouvernement du Canada (25 %).[réf. nécessaire]
Son chef-lieu est le village nordique de Kuujjuaq, sur le fleuve Koksoak, au sud de la baie d'Ungava. La superficie est de 500 164 km2, avec 13 188 habitants en 2016.
Le directeur général de l'Administration régionale Kativik est Michael Gordon et la présidente du Conseil est Jennifer Munick.
Le service de police est assuré par le Corps de police régional Kativik.

## Municipalités et divisions territoriales

Logo de l'Administration régionale Kativik

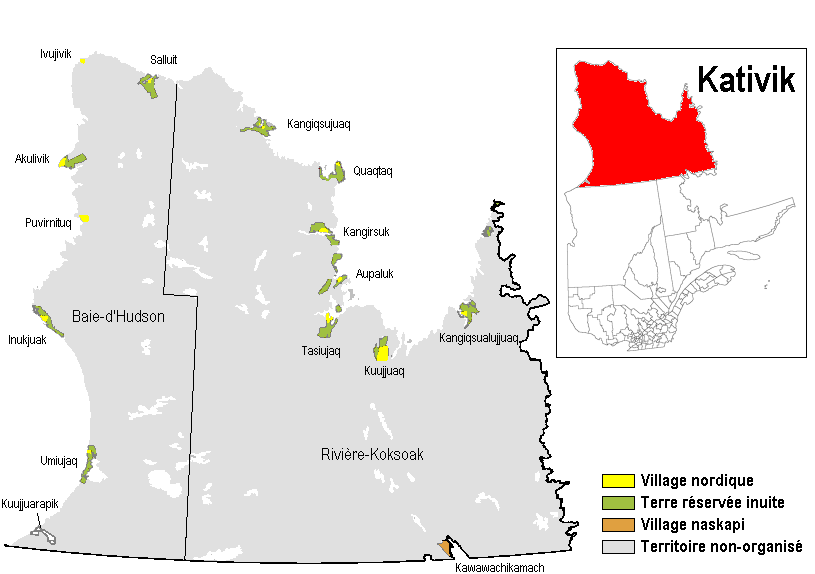
Entités territoriales du Kativik

L'administration régionale Kativik compte : 
- - 14 villages nordiques
- 13 terres réservées inuites et une terre naskapie (chaque terre réservée inuite se trouve à quelques kilomètres d'un village nordique), ainsi que
- deux territoires non organisés couvrant le reste du territoire de l'ARK, sans habitants[7].

Le village cri de Whapmagoostui, près du village nordique Kuujjuarapik, sur la baie d'Hudson, est une enclave qui ne fait pas partie de l'ARK. Whapmagoostui (village et terres réservées : 316 km2) fait partie de l'Administration régionale crie et du Grand Conseil des Cris (Eeyou Istchee).
| Nom                       | Type             | Population (2014) | Superficie (km2) | Densité (hab./km2) |
| ------------------------- | ---------------- | ----------------- | ---------------- | ------------------ |
| Municipalités locales     |                  |                   |                  |                    |
| Akulivik                  | Village nordique | 676               | 74,63            | 9,1                |
| Aupaluk                   | Village nordique | 205               | 28,65            | 7,2                |
| Inukjuak                  | Village nordique | 1 683             | 56,06            | 30,0               |
| Ivujivik                  | Village nordique | 384               | 34,56            | 11,1               |
| Kangiqsualujjuaq          | Village nordique | 919               | 33,90            | 27,1               |
| Kangiqsujuaq              | Village nordique | 732               | 11,24            | 65,1               |
| Kangirsuk                 | Village nordique | 608               | 54,57            | 11,1               |
| Kuujjuaq                  | Village nordique | 2 576             | 284,45           | 9,1                |
| Kuujjuarapik              | Village nordique | 696               | 7,02             | 99,1               |
| Puvirnituq                | Village nordique | 1 808             | 79,93            | 22,6               |
| Quaqtaq                   | Village nordique | 413               | 24,71            | 16,7               |
| Salluit                   | Village nordique | 1 396             | 14,34            | 97,4               |
| Tasiujaq                  | Village nordique | 345               | 66,05            | 5,2                |
| Umiujaq                   | Village nordique | 451               | 25,43            | 17,7               |
| Terres réservées inuites  |                  |                   |                  |                    |
| Akulivik                  | Akulivik         | -                 | 429,27           | -                  |
| Aupaluk                   | Aupaluk          | -                 | 523,20           | -                  |
| Inukjuak                  | Inukjuak         | -                 | 409,37           | -                  |
| Ivujivik                  | Ivujivik         | -                 | 432,48           | -                  |
| Kangiqsualujjuaq          | Kangiqsualujjuaq | -                 | 514,90           | -                  |
| Kangiqsujuaq              | Kangiqsujuaq     | -                 | 551,96           | -                  |
| Kangirsuk                 | Kangirsuk        | -                 | 506,28           | -                  |
| Kuujjuaq                  | Kuujjuaq         | -                 | 319,28           | -                  |
| Kuujjuarapik              | Kuujjuarapik     | -                 | 281,45           | -                  |
| Quaqtaq                   | Quaqtaq          | -                 | 485,65           | -                  |
| Salluit                   | Salluit          | -                 | 587,58           | -                  |
| Tasiujaq                  | Tasiujaq         | -                 | 485,40           | -                  |
| Umiujaq                   | Umiujaq          | -                 | 250,80           | -                  |
| Territoires non organisés |                  |                   |                  |                    |
| Baie-d'Hudson             | Baie-d'Hudson    | -                 | 121 139,40       | -                  |
| Rivière-Koksoak           | Rivière-Koksoak  | -                 | 285 843,09       | -                  |
| Total                     | Total            | 12 892            | 413 355,07       | 0,03               |

## Langues
À Kativik, selon l'Institut de la statistique du Québec, la langue la plus parlée le plus souvent à la maison en 2011  sur une population de 16 320 habitants, est l'inuktitut, à 86,01 % ; l'anglais, à 7,76 % ; et le français, à 5,65 %.

### Lieux-dits
- Achakakunikach (55° 11′ 59″ N, 74° 57′ 55″ O), toponyme d'origine crie signifiant « sommet enneigé de la montagne »[9];
- Achimasahitunanuch (55° 44′ 12″ N, 74° 41′ 12″ O), toponyme d'origine crie signifiant « là où les gens se battaient »[10];
- Achipaschiwikuyasinanuch  (55° 05′ 40″ N, 75° 12′ 56″ O), toponyme d'origine crie signifiant « là où des gens ont percé un estomac de baleine qui contenait du gras »[11].

## Société Makivik
La Société Makivik représente les Inuits du Nunavik auprès des gouvernements du Québec et du Canada. Elle a son siège social à Kuujjuaq, est en faveur d'une plus grande autonomie politique pour la région du Nunavik.